# Route 540 (Nouveau-Brunswick)
Pour les articles homonymes, voir Route 540.
La route 540 est une route locale du Nouveau-Brunswick située dans l'ouest de la province, suivant la frontière entre le Canada et les États-Unis de près. Elle traverse une région plutôt agricole et vallonneuse, entre Graham Corner et Lindsay. De plus, elle mesure 54 kilomètres, et n'est pas pavée sur toute sa longueur, alors que ses premiers kilomètres sont en gravier.

## Tracé
La 540 débute à Graham Corner, sur la route 122, à 11 kilomètres du poste douanier vers Orient, au Maine. Elle commence par se diriger vers le nord en étant une route de gravier jusqu'à Maxwell, puis elle redevient une route asphaltée. Elle traverse ensuite Elmwood puis Richmond Corner, où elle croise la route 555, puis quelques kilomètres plus loin, elle croise la route 95, en direction de l'interstate 95, vers le Maine. Elle suit ensuite la rivière Meduxnekeag jusqu'à Oakville, où elle bifurque vers l'est pour rejoindre la route 550 près de Lindsay.

## Intersections principales
| route 540                                                                    |               |    | |                          |
| Comté                                                                        | Location      | km | Intersection/Destinations                                                                                               | Notes                    |
| Comté d'York                                                                 | Graham Corner | 0  | R-122, vers US 1, Orient (Me), Canterbury                                                                               | extrémité sud de la 540  |
| Comté de Carleton                                                            | Graham Corner | 37 | R-555, Houtlon (Me), Woodstock                                                                                          |                          |
| Comté de Carleton                                                            | Graham Corner | 38 | R-95, vers I-95 ouest et R-2, Woodstock, Edmundston, Fredericton, Houlton (Me), Bangor (Me), Portland (Me), Boston (Ma) | sortie 5 de la 95*       |
| Comté de Carleton                                                            | Lindsay       | 54 | R-550, Centreville, Woodstock                                                                                           | extrémité nord de la 540 |
| Bleu: Échangeur // *: Numéro de sortie non-affiché (basé sur les kilomètres) |               |    | |                          |